# 부산광역시해운대교육지원청
부산광역시해운대교육지원청(釜山廣域市海雲臺敎育支援廳, Busan Haeundae Office of Education)은 부산광역시 해운대구, 수영구, 기장군을 관할하는 부산광역시교육청 산하의 교육지원청이다.
교육장은 장학관으로 보한다.

## 산하기관

### 해운대구
초등학교
| - 강동초등학교 - 동백초등학교 - 무정초등학교 - 반산초등학교 - 반석초등학교 - 반송초등학교 - 반안초등학교 - 반여초등학교 | - 부흥초등학교 - 삼어초등학교 - 상당초등학교 - 센텀초등학교 - 송수초등학교 - 송운초등학교 - 송정초등학교 - 신곡초등학교 | - 신도초등학교 - 신재초등학교 - 양운초등학교 - 운봉초등학교 - 운송초등학교 - 위봉초등학교 - 인지초등학교 - 장산초등학교 | - 재송초등학교 - 좌동초등학교 - 좌산초등학교 - 해강초등학교 - 해동초등학교 - 해림초등학교 - 해송초등학교 - 해운대초등학교 - 해원초등학교 |

중학교
| - 동백중학교 - 반송여자중학교 - 반송중학교 - 반안중학교 - 반여중학교 | - 부흥중학교 - 상당중학교 - 센텀중학교 - 신곡중학교 - 신도중학교 | - 양운중학교 - 운송중학교 - 인지중학교 - 장산중학교 - 재송여자중학교 | - 재송중학교 - 해강중학교 - 해운대여자중학교 - 해운대중학교 |

### 수영구
초등학교
| - 광남초등학교 - 광안초등학교 - 남천초등학교 | - 망미초등학교 - 민락초등학교 - 민안초등학교 | - 배산초등학교 - 수미초등학교 | - 수영초등학교 - 호암초등학교 |

중학교
| - 광안중학교 - 동수영중학교 | - 동아중학교 - 망미중학교 | - 부산수영중학교 | - 한바다중학교 |

### 기장군
초등학교
| - 교리초등학교 - 기장초등학교 - 내리초등학교 - 달산초등학교 - 대청초등학교 | - 모전초등학교 - 신정초등학교 - 신진초등학교 - 용암초등학교 - 월내초등학교 | - 월평초등학교 - 일광초등학교 - 장안초등학교 - 정관초등학교 - 정원초등학교 | - 좌천초등학교 - 죽성초등학교 - 철마초등학교 - 칠암초등학교 |

중학교
| - 기장중학교 - 대청중학교 | - 모전중학교 - 부산중앙중학교 | - 신정중학교 - 장안중학교 |

## 같이 보기
- 대한민국 교육부